# 王佑镇
王佑镇，是中华人民共和国贵州省黔南布依族苗族自治州惠水县下辖的一个乡镇级行政单位。
2014年2月14日，贵州省人民政府批复同意惠水县部分乡镇行政区划调整，新设置的王佑镇辖原王佑镇、长安乡、打引乡，镇人民政府驻王佑村。

## 行政区划
王佑镇下辖以下地区：
昌明村、王佑村、冷水村、平贡村、红星村、长腊村、冉告村、新华村、新然村、伙塘村、西南村、场坝村、建华村、和平村、团坡村、打永村和董上村。